# James Sully
James Sully, född den 3 mars 1842 i Bridgwater, England, död 1 november 1923 i Richmond, Surrey, England, var en engelsk psykolog. Sully, som var professor vid universitetet i London 1892-1903, var sin tids främste representant i England för den experimentella psykologin och barnpsykologin. 

## Biografi
Sully var son till J. W. Sully, en liberal baptistköpman och skeppsägare. Han utbildades vid Independent College i Taunton, Regent's Park College, vid universitetet i Göttingen, där han studerade under Lotze, och vid Humboldt University, Berlin, där han hade Emil du Bois-Reymond och Hermann von Helmholtz som handledare.

## Karriär
Sully var ursprungligen tänkt för det icke-konformistiska prästerskapet och blev 1869 klassisk handledare vid Baptist College, Pontypool. År 1871 inledde han dock en litterär och filosofisk karriär. Mellan 1892 och 1903 var han Grote-professor i filosofi om mänskligt sinne och logik vid University College London, där han efterträddes av Carveth Read.
Som anhängare av associationismskolan för psykologi, hade hans åsikter stor samhörighet med Alexander Bains. Sully skrev monografier om ämnen som pessimism och läroböcker om psykologi, några av de första på engelska, som The Human Mind (1892). Hans Illusions från 1881 lovordades av både Freud och Wundt.
Sully öppnade ett laboratorium för experimentell psykologi vid University College London i januari 1898. År 1901 var han en av grundarna av British Psychological Society och kallade personligen till det möte där föreningen bildades.